# Leptophyllum dissectum
Leptophyllum dissectum är en mångfotingart som beskrevs av Hans Lohmander 1932. Leptophyllum dissectum ingår i släktet Leptophyllum och familjen kejsardubbelfotingar. Inga underarter finns listade i Catalogue of Life.